# Мыши и крысы Нового света

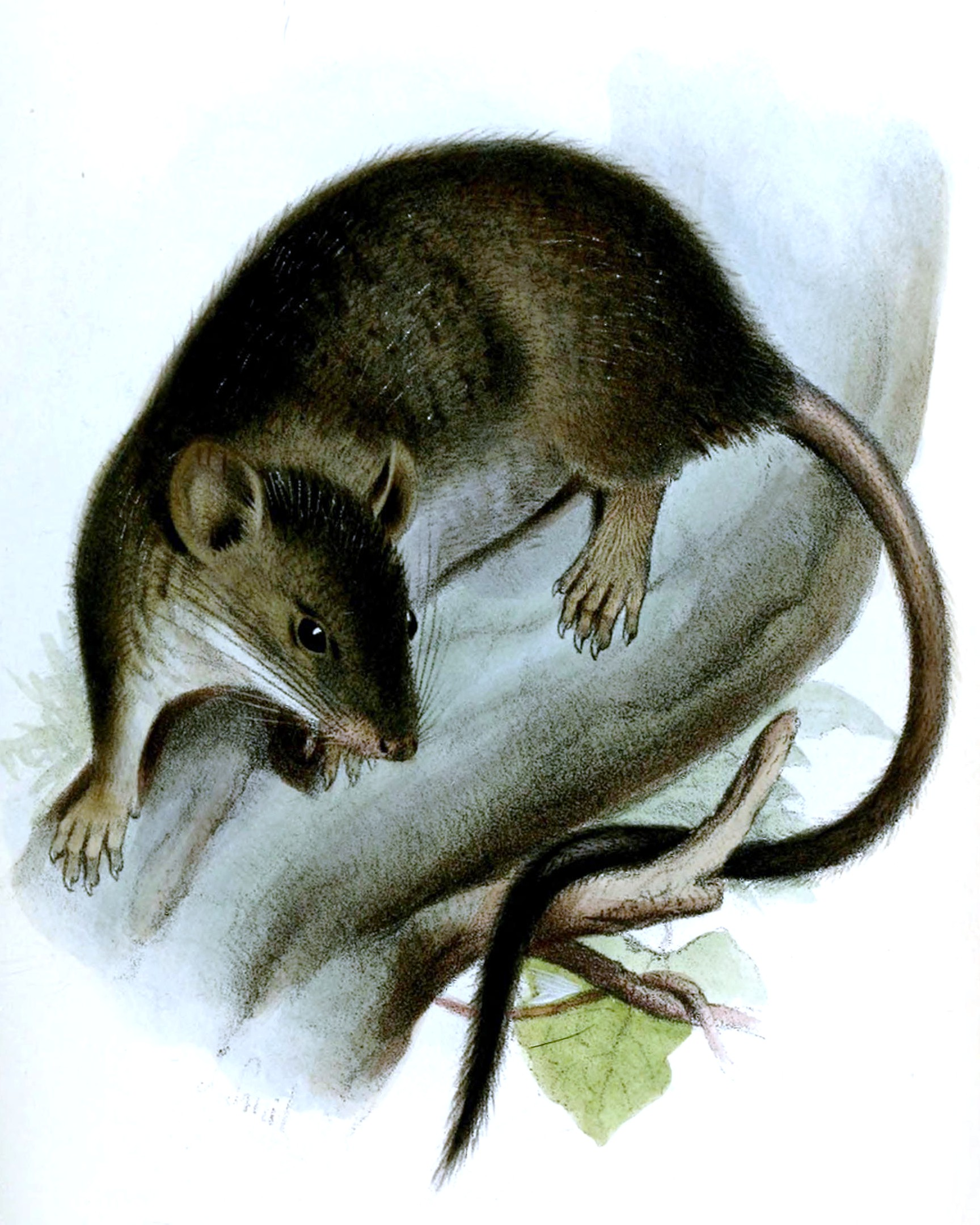
Белоногий лазающий хомячок

Мыши и крысы Нового света — группа родственных грызунов, обитающая в Северной и Южной Америке. Чрезвычайно разнообразны по внешнему виду и экологии, начиная с крошечной Baiomys до значительных по размерам Kunsia. Представляют собой один из немногих представителей надсемейства Muroidea (наряду с полёвковыми), обитающими в Северной Америке, и единственными представителями этого надсемейства в Южной Америке.
Мыши и крысы Нового света часто рассматриваются как часть подсемейства Sigmodontinae, однако в последнее время в систематике выделяются три отдельных подсемейства. Этот подход лучше отражает чрезвычайное разнообразие этих животных.
Некоторые филогенетические исследования показывают, что мыши и крысы Нового света не являются монофилетической группой, однако эти сведения нуждаются в подтверждении. Ближайшие родственники этой группы — хомяки и полёвковые.
Оленьи хомячки, белоногие мыши и
хлопковохомяковые могут быть носителями хантавирусов, возбудителей некоторых болезней человека.
Мыши и крысы Нового света подразделяются на 3 подсемейства, 12 триб и 84 рода.

## Классификация
- Семейство Cricetidae — хомяки, полёвковые, мыши и крысы Нового света
  - Подсемейство Tylomyinae
    - Otonyctomys
    - Nyctomys
    - Tylomys
    - Ototylomys

  - Подсемейство Neotominae
    - Триба Baiomyini
      - Baiomys
      - Scotinomys

    - Триба Neotomini
      - Neotoma
      - Xenomys
      - Hodomys
      - Nelsonia

    - Триба Ochrotomyini
      - Ochrotomys

    - Триба Reithrodontomyini
      - Peromyscus
      - Reithrodontomys
      - Onychomys
      - Neotomodon
      - Podomys
      - Isthmomys
      - Megadontomys
      - Habromys
      - Osgoodomys

  - Подсемейство Sigmodontinae
    - Rhagomys incertae sedis
    - Триба Oryzomyini
      - Oryzomys
      - Nesoryzomys
      - Melanomys
      - Sigmodontomys
      - Nectomys
      - Amphinectomys
      - Oligoryzomys
      - Neacomys
      - Zygodontomys
      - Lundomys
      - Holochilus
      - Pseudoryzomys
      - Microakodontomys
      - Oecomys
      - Microryzomys
      - Scolomys

    - Триба Thomasomyini
      - Chilomys
      - Abrawayaomys
      - Delomys
      - Thomasomys
      - Wilfredomys
      - Aepomys
      - Phaenomys
      - Rhipidomys

    - Триба Wiedomyini
      - Wiedomys

    - Триба Akodontini
      - Akodon
      - Bibimys
      - Bolomys
      - Podoxymys
      - Thalpomys
      - Abrothrix
      - Chroeomys
      - Chelemys
      - Notiomys
      - Pearsonomys
      - Geoxus
      - Blarinomys
      - Juscelinomys
      - Oxymycterus
      - Lenoxus
      - Brucepattersonius
      - Scapteromys
      - Kunsia
      - Bibimys

    - Триба Phyllotini
      - Calomys
      - Eligmodontia
      - Andalgalomys
      - Graomys
      - Salinomys
      - Phyllotis
      - Loxodontomys
      - Auliscomys
      - Galenomys
      - Chinchillula
      - Punomys
      - Andinomys
      - Irenomys
      - Euneomys
      - Neotomys
      - Reithrodon

    - Триба Sigmodontini
      - Sigmodon

    - Триба Ichthyomyini
      - Neusticomys
      - Rheomys
      - Anotomys
      - Chibchanomys
      - Ichthyomys